# Lapainia
Lapainia je řeka v Litvě (Kaunaský kraj). Je to pravý přítok Němenu, do kterého se vlévá 261 km od jeho ústí. Je 25 km dlouhá. Je to jedna z nejčistších řek v Litvě.

## Průběh toku
Lapainia vytéká z jezera jménem Gabio ežeras, u vsi Šnipeliai, 11 km na jihovýchod města Kruonis. Teče severozápadním směrem, u obce Kalviai se stáčí na západ a protéká jezerem Kalvių ežeras, po soutoku s řekou Kruonė se stáčí opět do směru severozápadního a u vsi Lapainia se vlévá do Kaunaské přehrady. Koryto je meandrující, neregulované (kromě krátkého úseku 1,5 km nad jezerem Kalvių ežeras), u ústí je hladina zvýšena (vliv Kaunaské přehrady). Průměrný spád je 4,12 m/km. Průměrný průtok u ústí je 0,69 m³/s. Dolní tok spadá do botanické rezervace při Lapaini. U dolního toku byly objeveny pravěké osady při Lapaini.

## Přítoky
Levé:
| Hydrologické pořadí | Řeka       | Délka (km) | Povodí (km²) | Vzdálenost od ústí (km) | Ústí kde  | Koordináty ústí                  |
| ------------------- | ---------- | ---------- | ------------ | ----------------------- | --------- | -------------------------------- |
| 10011297            | Melnyčėlė  | 3,3        | 3,4          | 13,0                    | Būtkiemis | 54°42′52″ s. š., 24°14′25″ v. d. |
| 10011298            | Purvelė    | 5,0        | 8,0          | 7,9                     | Jugalinas | 54°42′56″ s. š., 24°11′41″ v. d. |
| 10011299            | Vingra     | 2,5        | 2,4          | 14,4                    | Margai    | 54°43′17″ s. š., 24°10′59″ v. d. |
| 10011303            | Palapainia | 4,1        | 8,0          | 1,4                     | Lapainia  | 54°45′24″ s. š., 24°9′36″ v. d.  |

Pravé:
| Hydrologické pořadí | Řeka     | Délka (km) | Povodí (km²) | Vzdálenost od ústí (km) | Ústí kde   | Koordináty ústí                  |
| ------------------- | -------- | ---------- | ------------ | ----------------------- | ---------- | -------------------------------- |
| 10011291            | Vertimas | 3,4        | 22,8         | 18,9                    | Sevelionys | 54°42′46″ s. š., 24°19′18″ v. d. |
| 10011301            | Kruonė   | 9,7        | 20,1         | 5,2                     | Margai     | 54°43′52″ s. š., 24°11′10″ v. d. |
|                     | Valpė    |            |              |                         | Dijokiškės | 54°44′55″ s. š., 24°9′58″ v. d.  |
| 10011304            | Perkasas |            |              | 0,4                     |            |                                  |

## Obce při řece
- Šnipeliai, Mičiūnai, Kalviai, Migonys, Meškučiai, Lapainia